# Orchowo (stacja kolejowa)
Orchowo - dawna stacja kolejowa w Orchowie, w województwie wielkopolskim, w Polsce.